# Az arany ember (regény)
Az arany ember Jókai Mór 1872-ben megjelent társadalmi regénye, mely a boldogságkeresésről szól. Jókai azonos címmel drámát is megjelentetett 1884-ben. A mű a romantika és a realizmus világát állítja egymással szembe. A regény saját korában is és később is nagy népszerűségnek örvendett, számos nyelvre lefordították, és többször megfilmesítették.
A regény Jókai legismertebb és legolvasottabb alkotása, amely nyomot hagyott a későbbi magyar írók műveiben is.

## Történet

### A Szent Borbála
A Vaskapu
A szerző bemutatja a Vaskapu-szorost, a román–szerb határon, amely a Dunán a hajókra nézve a legveszedelmesebb hely volt abban az időben[pontosabban?].
A Szent Borbála és utasai
A korban még igáslovak vontatják a hajókat a Dunán felfelé. Így halad előre a Szent Borbála is, dacolva a sötétséggel és a rettenetes viharral. A hajó személyzetét a kormányos, Fabula János; a hajóbiztos, Timár Mihály; a „tisztító”; a hajóteher (tízezer mérő búza) tulajdonosa, Trikalisz Euthym; valamint lánya, Timéa alkotja a legénységen kívül. Hirtelen szörnyű veszélybe kerülnek: a víz egy elszabadult vízimalmot sodor feléjük…
A fehér macska
Timár öt emberével egy csónakba száll, s megpróbálja elhárítani a veszélyt: egy horgonnyal elkapja a malom még mozgó lapátjait, s azt egy örvénybe kormányozza – sikeresen. A tizenhárom éves Timéa azonban nem boldog, mert a malommal együtt a rajta utazó fehér cica is a vízbe fúl.
A salto mortale egy mammuttól
A Szent Borbálát ért megpróbáltatásoknak azonban még nincs végük: kiderül, egy huszonnégy evezős török ágyúnaszád követi őket. Timár vakmerő manőverre szánja rá magát, hogy lerázza a török hadihajót: a perigradai szorosban „átvádol” (egy veszélyes folyosón átkel) a Duna szerb partjáról a románra. Amint épségben megérkeznek a túlpartra, Timár elkezdi toborozni az új hajóvontatókat, akik már ökrökkel dolgoznak.
A szigorú vizsgálat
A hajó folytatva útját szerencsésen megérkezik Orsovára, ahol átvizsgálják a rakományt, kikérdezik a tiszteket, s a „tisztító” bizonyítja, hogy a hajó tiszta, nem érintkezett keleten semmilyen pestises tárggyal vagy személlyel.
A Senki szigete
A hátralévő úton azonban a hajó egyszer csak olyan ellenszélbe kerül, hogy nem tudnak továbbhaladni. Lehorgonyoznak egy új, a Duna alkotta (ti. az Osztrova-sziget egy darabját leszakította, majd arra hordalékát lerakta) szigetnél. Timár elindul, hogy felderítse a szigetet, s nagy meglepetésére szinte magát a földi paradicsomot találja meg rajta.
Almira és Narcissza
Timár találkozik a sziget úrnőjével, Teréza asszonnyal, lányával Noémivel, valamint a két hűséges állattal: Almirával, a nagy fekete newfoundlandi kutyával és Narcisszával, a kis fehér cicával. A szigetiek megvendégelik, s ő megkéri őket, hogy ezen az éjszakán itt alhasson Euthym lányával a barátságos kunyhóban, amibe ők bele is egyeznek.
Az éj hangjai
A szigetre új vendég érkezik, Krisztyán Tódor, akiről kiderül, hogy Noémi jegyese, s valami pénzzé tehetőért jött, amit kisajtolhatna Terézától. Goromba, zsaroló viselkedése miatt ő az egyetlen, akit mindenki utál ennél a háznál, ennélfogva nem is marad sokáig, s még aznap távozik.
A szigetlakók története
Teréza megosztja Timárral történetüket: Valaha Pancsován laktak, férjével, akinek jó barátja volt Krisztyán Maxim, Tódor apja, így megegyeztek, hogy gyermekeiket összeházasítják. Krisztyán kereskedő volt, megrendelője pedig az a Brazovics Athanáz, aki Timár munkaadója jelenleg. Teréza férje rendszeresen adott kezességet Krisztyánnak, aki azonban egyszer megszorult, vagyonával elszökött, így a pénzt a kezesektől hajtották be, földönfutóvá téve ezzel sok embert. Teréza férje öngyilkos lett, ő pedig Noémivel és Almirával átszökött erre a szigetre, s itt kezdett új életet. Minden, ami itt található, az ő keze munkájuk gyümölcse.
Ali Csorbadzsi
Másnap a hajón Euthym elárulja titkát: Eredeti neve Ali Csorbadzsi, Törökországban kincstárnok volt, de bizalmas forrásból megtudta, hogy meg akarják ölni, vagyonát s lányát pedig el akarják kobozni. Ő búzává tette az előbbit, Timéával hajóra szállt, s igyekezett, hogy eljusson Brazovics Athanázhoz, aki megboldogult görög felesége révén a rokona. Azonban mivel Krisztyán Tódor meglátta (ti. török kém), most újból a nyomára bukkantak. Ezért, hogy megmentse lányát, s számára vagyonát, mérget vett be, s megbízza Timárt, hogy juttassa el Timéát Brazovicshoz. Ezek után csendesen meghal.
Az élő alabástrom
Timár a kapott utasítások szerint feléleszti az alvó Timéát (ti. Csorbadzsi álomport adott neki).
A hajóstemetés
A megholt utasítása, hogy a Dunába dobják, nehogy rátaláljanak. Igen ám, de ez nem megy olyan egyszerűen. Timár előbb megkéri a legközelebbi falu pópáját, hogy temesse el, de mivel a halott nem gyónt meg, nem teheti meg. A parton nem lehet eltemetni, mivel a parasztok babonásak. Ez utóbbit megelőzendő föl is száll négy helyi szerb legény a hajóra, akik, amikor a személyzet alszik, a koporsót a Dunába lökik.
A nevetni való tréfa
Pancsovához érve császári ellenőrök rohamozzák meg a hajót, akik a török szökevényről kérdezősködnek. Mivel azonban Timárnak mindenről papírja van, s a holttest fel nem lelhető, ezért a kincseket nem kobozhatják el.
A Szent Borbála végzete
Már majdnem elérik céljukat, azonban szörnyű baj történik: a Szent Borbála tőkére (úszó fára) fut, s elsüllyed. Timár kimenti a víz alól Timéa vagyonát, az ezer aranyat tartalmazó ládikót. A legénység pedig mentőcsónakon elhagyja a hajót, s indulnak tovább Komárom felé.

### Timéa
A fogadott apa
Timárék megérkeznek Brazovics komáromi lakására, ahol annak felesége, Zófia asszony; lánya, Athalie; valamint annak jegyese, Kacsuka Imre főhadnagy tartózkodnak. A hírre gyorsan megjön Brazovics úr is, aki gondjaiba veszi Timéát, s felhatalmazást ad Timárnak, hogy emeltesse ki a víz alól a búzát, s árvereztesse el.
A jó tanács
A főhadnagy meghívja lakására Timárt, s egy ötletet ad neki: vásárolja fel ő az egész búzát, s készíttessen belőle (nem túl jó minőségű) kenyeret a három hétig Komáromban hadsereg-összpontosításon tartózkodó katonáknak.
A vörös félhold
Timár úgy is tesz, felvásárolja a búzát, s elkezdi kiemeltetni azt. Estére azonban egy különös vörös félholdas zsákot rak ki az emelő. Timár különviszi, s megvizsgálja. Igencsak meglepődik, miután kibontása után a zsákból dőlni kezd a rengeteg drágakő, kincs, arany…
Az aranybánya
Timár hirtelen meggazdagodása igencsak szúrja Brazovics szemét. „Jó” barátjaként érdeklődik is vagyona eredete felől, mire Timár előadja Kacsuka úr ötletét. Nosza, ahány élelmezésügyi hivatal csak létezik, mind perbe fogja Timárt, hogy ő dohos kenyeret adott a katonáknak. Csakhogy ez nem így történt, ezért kénytelenek Timárt rehabilitálni. Timár nem indít ellenpert, s ezért nagyon nagyra becsülik. Mikor bécsi útján felvásárlási szándékot mutat a levetinci birtokra, azonnal átengedik neki – a nemesi előnévvel járó címmel együtt. Amikor pedig a vaskoronarenddel akarják kitüntetni, ő talál arra méltóbb embert is, a pleszkováci esperes pópát.
Leánytréfa
Athalie ráveszi Kacsukát, hogy udvaroljon Timéának, aki ezt nagyon is komolyan veszi, mire azzal biztatják, hogy a főhadnagy megkérte a kezét. Timéa ettől fogva lázasan készül az esküvőre: tanulja a keresztény szokásokat, s varrja az esküvői ruháját… Mivel Timár szereti Timéát, mindennap eljár ellenségeihez, a Brazovics-házba. A ház ura azonban inkább Athalie-t szánja az időközben igencsak meggazdagodott Mihálynak, aki erre dühösen hagyja el a házat.
Ez is egy tréfa
Timár általános elképedésre elkezd a Komárom melletti monostori homokdombon szőlőbirtokokat vásárolni. Később a letelepedni vágyó Fabulát is bevonja az üzletbe. Tudja jól mit csinál, a kormány fel fogja azt vásárolni, mert várat akarnak ott építeni. Ezt megneszelve Brazovics is minden pénzéből, de még hitelekből is telkeket vásárol a környéken. Azonban egy dologra nem számít…
A menyasszonyköntös
Zófia asszony elmeséli Timéának, milyen is az (ortodox) esküvő, mire ő egész éjszaka aludni sem bír, hiszen másnap hozzámegy a főhadnagyhoz… Amikor fölkel, azt kell látnia, hogy menyasszonyi ruháját Athalie viseli. Már mindenki felkészült Athalie és Kacsuka egybekelésére, amikor jön a hír, Brazovics meghalt, miután aznap tudta meg, hogy a kormány nem egyszerre vásárolja fel a telkeket. Hanem Timáréit először, az övéit pedig csak majd húsz év múlva. Brazovics számára ez volt a végső csapás… Az esküvő így elmarad, mivel a vőlegény nem kapja meg a százezer aranyforintos hozományt.
Timéa
Athalie éjjel meglátogatja Kacsukát legénylakásán, aki biztosítja, hogy másnap reggel érte megy, és elviszi gazdag belgrádi nagybátyjához, de ígéretét nem tartja be. Közben az elszegényedett Brazovics család vagyonát elárverezik. Timár fölvásárolja a házat minden ingóságával, majd felajánlja Timéának azt önmagával együtt. Timéa rendkívül hálás, s megígéri, hogy hozzámegy. Csak annyit kér, Zófia asszony és Athalie hadd maradjanak itt vele.

### A Senki szigete
Az alabástromszobor menyegzője
Megtörténik Timár és Timéa puritán, református esküvője, sokkal kevesebb pompával, mint ahogy Zófia asszony mesélte. Timéa ehhez szükségképpen felveszi – Timár után – a protestáns vallást, s a keresztségben a Zsuzsánna nevet kapja. Azonban Timárnak az esküvő után kell rájönnie, hogy Timéa hű ugyan, és engedelmeskedik neki, de nem érez szerelmet iránta.
A védördög
Timár egyre gyakrabban jár el hazulról. Azonban sokszor váratlan pillanatokban tér haza. Félti Timéát, főleg Athalie-tól. Egyszer viszont a bosszúéhes nő elmondja, ő látja, hogy Timéa nem boldog, mert az ő egykori vőlegényét szereti, S ennek ő nagyon örül.
Tavaszvirány
Timár menekül saját házából levetinci birtokára. Ott elhatározza, hogy meglátogatja Terézáékat a Senki szigetén. Megérkeztekor látja, hogy az egész sziget rózsába borult. Kiderül, Terézáék rózsavizet főznek belőle, amibe Timár is besegít.
A pók a rózsák között
A szigetre megérkezik Krisztyán is, aki elmondja, beállt faszállítónak egy trieszti hajógyároshoz, signore Scaramellihez. Azzal fenyegeti meg Terézát, ha nem adja át neki a sziget diófáit, bejelenti a sziget létezését a bécsi és az isztambuli kormánynál. Ekkor azonban Timár elmondja, hogy ő kibérelte a szigetet kilencven évre mindkét kormánytól, s azt ingyen átadja Terézáéknak. Erre Krisztyán fenyegetőzve rohan el.
A világon kívül
A szigetlakók nem győznek hálálkodni Timárnak, jótettéért. Noémi bevallja, hogy szereti Mihályt, akinek azonban lassan távoznia kell, ezért elhagyja a szigetet.
Tropicus Capricorni
A túlparton Krisztyán orvul meg akarja ölni Timárt, de szerencsére a merénylet nem sikerül. Timár felajánlja neki, hogy az egyik hajóján utazzon el Brazíliába, s legyen ottani új üzletének (ti. Timár lisztet exportál Brazíliába) irányítója. Krisztyán ebbe beleegyezik, és úgy is tesz. Egy nap Mihály levelet kap Timéától, melyben elküldi íróasztala kulcsait. Erre nagyon megijed, ugyanis, ha Timéa belenézett, megtalálhatta ott édesapja kincseit. Végül dönt: az üzleti ügyeket Timéára bízza, ő pedig a Senki szigetére utazik.
Az édes otthon
Timár boldogan él fél évig a Senki szigetén Noémivel. Kiépíti az árvízelvezető csatornákat, de az ősz közeledtével hazavágyik, személyesen szeretné intézni gazdaságát.
A családi ékszer
Timár levetinci birtokára érkezik, s legnagyobb meglepetésére ott találja feleségét, aki - dolgozik; folytatja férje üzleteit, sőt újabb tételekkel meg is toldotta őket. Timár nem győz csodálkozni felesége áldozatos hűségén. Miután télre hazaérkeznek Komáromba, merész lépésre szánja el magát. Átadja Timéának apja kincseit, mintha törökországi útján vette volna őket. Timéa őszinte öröme anyja arcképe felett eloszlatja Timár kételyeit. Felesége nem tud, s nem is fog tudni semmiről.

### Noémi
Egy új vendég
Télen Timár intézkedik a gazdaság ügyeiről, majd ahogy elérkezik a tavasz, rohan le a Senki szigetére Noémihez. Érkezésekor szomorúan látja, hogy a tavalyi árvíz kiölte a szép nagy diófákat. Mikor a kunyhóhoz ér egy kisgyermeket talál a két nővel. Teréza azt mondja, egy itt meghalt csempészlány fia… Timár rögtön megszereti a gyermeket, s elhatározza hogy a diófákat kivágja, s belőlük házat épít neki. Az ősz közeledtével azonban újból elhagyja a szigetet.
A faragóember
Otthon az orvosok tanácsára Timéát elküldi Athalie-val Meránba. Ő maga fogad egy faragóembert, s építtet vele monostori birtokán egy mulatólakot. Sajátkezűleg segít neki, még szüksége lesz a tapasztalatokra… A tavasz újból a szigeten találja, ahol úgy oszlatja el a halászok gyanakvását, hogy asztalosszerszámait fegyvernek titulálja, s így a helyiek szabadsághősnek tekintik.
Noémi
A szigeten Timár folytatja a házépítést, de egyszercsak ledönti a lábáról a „hagymáz” (tífusz), s ő hetekig csak fekszik, miközben Noémi töretlenül ápolja. Amikor állapota javulni kezd, kiderül, a kis Dódinak torokgyíkja van. A betegség akkor gyógyíthatatlan volt, holttestét a szigeten temetik el, fölé egy rózsabokrot ültetnek, de ezt Mihálynak csak teljes felépülése után merik elmondani.
Melankólia
A történtek után Timár újból hazamegy, ahol rögtön látják, hogy beteg, hogy életveszélyben volt. Az orvosok azt tanácsolják, hogy utazzon el valahova, ezért ő el is megy Balaton-felvidéki kastélyába. Itt hosszú, magányos töprengés után rájön, hogy nem élhet tovább ilyen kettős életet. Először határozza el, hogy véget vet életének. E célból tavasszal el is utazik a Senki szigetére.
Teréza
A szigetre érkeztével azonban új életcélt kap, a kunyhóban újból egy kisfiút talál. Teréza szerint ő is egy meghalt csempészlány fia… Timár folytatja a házépítést, amit négy év múlva sikeresen be is fejez. Ekkor Teréza rossz hírt tudat vele: a szíve beteg, még idén meg fog halni. Ezt hallva a szigetre érkezik Sándorovics esperes úr Terézát meggyóntatni, de a nő már kissé eltávolodott a vallástól. Kis híja, hogy a pap be nem tör a másik szobába, mivel tudni akarja, ki lesz Noémi jövendőbelije. Csak a nő lélekjelenléte menti meg a helyzetet. Teréza nem sokkal később eltávozik az élők sorából. Koporsó nélkül, jelöletlen sírba temetik a Senki szigetén.

### Athalie
A kettétört kard
Timár hazatértével Athalie elárulja neki, hogy Timéa hűtlen. Azt ajánlja, Timár tegyen úgy, mintha elutazna, majd mutat neki egy titkos folyosót, amelyből kihallgathatja majdan Timéa és az időközben őrnaggyá előléptetett Kacsuka beszélgetését. Azonban a dialógusból egész más derül ki: Kacsuka úr párbajban megvédte Timár becsületét egy csavargóval szemben, Timéa pedig biztosítja, hogy ő a sírig hű urához. Timár elérzékenyülve és feldúltan távozik a háztól.
Az első veszteség
Timár Rác utcai házában húzódik meg, ahol felhalmozódott postáját kezdi olvasni. Egy levélből kiderül, pártfogoltja Krisztyán Tódor becsapta, s meglopta őt Brazíliában, amiért tizenöt év gályarabságra ítélték, de onnan is megszökött. Ezt olvasva Timárnak nincs már maradása ebben a városban…
A jég
Hogy ne vegyék észre, gyalog elindul a befagyott Dunán keresztül. Azonban leszáll a köd, s Timár csak majd' kilenc óra gyaloglás után találja el a túlpartot. Itt kocsit fogad, s balatoni kastélyába fuvaroztatja magát. A Balatonon a helyi halászok gyülekeznek, Galambos mester vezetésével léket vágnak a tavon, s azon keresztül gazdag fogásuk van. Timár együtt ünnepel velük, majd megírja utolsó levelét Timéának, mely mellé egy kis halat is küld.
A rém
Aznap este Timár a kastélyában pihen, amikor váratlan vendég érkezik, Krisztyán. Már korántsem az a jó lélek, mint utolsó találkozásukkor. Mihályra puskát szegez, s elmeséli neki brazíliai megpróbáltatásait: Ellopott tízmillió reist, de elfogták, s gályarabságra ítélték. Azonban rabtársában apjára ismert, akinek elmondta, hogy kicsoda a megbízója, s hogy egyszer a szökevény basa miatt követte. Legnagyobb megdöbbenésére apja ismerte Ali Csorbadzsit, ugyanis ő figyelmeztette hajdanán a khazniárt, hogy az életére törnek. A basa azonban kijátszotta őt, s nem fizette meg, pedig még a lányát is Tódornak ígérte! A fiú ebből „rájött”, hogy Timár megölte a basát, s elrabolta a kincseit. A rabságban apja meghalt, ő pedig két társával megszökött. Most pedig azzal fenyegeti Timárt, hogy ha nem adja át neki ideiglenes búvóhelyül a Senki szigetét Noémival együtt, kitálal az osztrák és a török kormánynak, sőt Timéának és Noéminek is. Erre Mihály nekiugrik, kilöki az ajtón. De nem öli meg, ő már beletörődött sorsába…
Mit beszél a hold? Mit beszél a jég?
Timár másodszor határozza el, hogy öngyilkos lesz, tehát elmegy a rianáshoz a Balatonon, hogy belefojtsa magát. Azonban mikor odaér, a víz egy hulla fejét emeli a felszínre. Krisztyán Tódor az.
Ki jön?
Timár ellátogat a Senki szigetére, Noémihez. Érkeztekor a hálás Almira, akit előző látogatása alkalmával még Krisztyán sebzett halálra pisztolyával, még utolsó erejével üdvözli, aztán elpusztul. Mihály megígéri, hogy soha többé nem hagyja el Noémiéket.
A hulla
Tavasszal a Balatonban az olvadó jég között a halászok egy hullát találtak. A holttestben mindenki Timárt véli felfedezni. Krisztyánt pedig (hiszen ő volt az) a legnagyobb tisztességgel, mint a magyar Szent István-rend, az olasz Szent Móric-rend s a brazil Annunziata-rend kitüntetettjét a Levetinczyek saját sírboltjába temetik.
Zófi asszony
Zófia asszony ellátogat Kacsuka úrhoz, akinek elmondja, ideje már megtörni a hosszú gyászt, próbálja meghódítani a még mindig szerelmes Timéa szívét. Ezzel azt akarja, hogy végre Athalie-t is kiházasíthassa, mert már ő sem bírja tovább a háznál.
Dódi levele
Timár tanítgatja Dódit mindenre, így az írásra is. Egyszercsak rádöbben, hogy mekkora veszélynek van kitéve Timéa a bosszúéhes Athalie miatt. Ezért, mivel más nem írhat haza levelet, megkéri Dódit, írja meg Timéának a rejtekfolyosót, amely az asszony szobájába nyílik.
Te ügyetlen!…
Megismétlődik a régi jelenet, csak a szerepek cserélődnek. Timéa elhatározza, hogy meghívja névnapi báljára Kacsukát, ahol a kezét nyújtja neki. Nem egész fél év elteltével a háznál az esküvőre készülődnek. Immár Athalie öltözteti Timéát a menyasszonyi ruhába. Most ő szúrja meg a menyasszony fejét a hajtűvel.
Athalja
Az esküvő előtti utolsó éjszaka Athalie álomport kever a cselédek italába, melyet csak Zófia asszony nem fogyaszt el, így rajta kívül mindenki alszik. A rejtekfolyosón lesben áll, s miután az őrnagy távozása után Timéa lefekszik, saját kardjával (ti. Timéa Kacsukától kapta azt emlékbe, amellyel Krisztyán ellen vívott) támad rá, de vágásai nem halálosak. A zajra Zófia asszony felriad, s az őrjáratért kiált. Athalie elmenekül, Timéa elájul. Athalie-ra később szobájában találnak rá, alvást mímelve.
Az utolsó tőrdöfés
Athalie ellen per indul, de nincs bizonyíték, ő mindent tagad, Timéa pedig nem hajlandó vádolni őt. Megkéri leendő férjét, hogy olvassa fel neki a kapott gratuláló leveleket. Az őrnagy amikor Dódi levelét olvassa rájön mindenre, felfedi a rejtekfolyosót, benne a bűnjelekkel: a karddal és a véres ruhákkal. Miután Timéa felépül, megtörténik az esküvő. Azonban Timéának még át kell esnie a szembesítésen a tárgyaláson. Athalie-t elítélik, de ő hagy még egy utolsó fullánkot Timéa szívében: elmondja, a rejtekajtóról csak ő és Timár tudott, tehát Timéa előző férjének még élnie kell.
A márianostrai nő
Negyven év telt el, de Athalie ezalatt soha nem kért kegyelmet. Állítása szerint, ha kiengedik, azonnal megöli Timéát. Pedig szegény nő azóta már rég' meghalt. Levetincen temették el, így nem került apja halálának okozója, Krisztyán Tódor mellé.
A Senki
Negyven év telt el. Az író barátjával ellátogat a Senki szigetére, ahol békés kis kolónia él. Két ember leszármazottai, körülbelül negyvenen. Egy negyven év körüli férfi, Deodát üdvözli őket, aki elvezeti látogatóikat egy faházhoz, ahol az „öregek” élnek. Az idős férfi üdvözli őket, s megkéri a szerzőt, hogy írja meg történetét: ő ugyanis „odahagyta a világot, amelyben bámulták, és csinált magának egy világot, ahol szeretik.” A szigetlakók a régi bérleti díjból még kb. ötven évig élhetnek békében a Senki szigetén.

## Szereplők
- Levetinczy Timár Mihály, a Szent Borbála hajóbiztosa, később földbirtokos nemes, kereskedő
- Fabula János, a Szent Borbála kormányosa, később komáromi sáfár
- Trikalisz Euthym (eredeti nevén: Ali Csorbadzsi), Kandia kormányzója, később sztambuli khazniár
- Csorbaffy Timéa Zsuzsánna, Trikalisz Euthym lánya, Timár, majd Kacsuka felesége
- Teréza, özvegy parasztasszony
- Bellováry Noémi, Teréza lánya
- Almira, Terézáék kutyája
- Narcissza, Terézáék macskája
- Krisztyán Tódor, csavargó, később brazíliai kereskedő
- Berkics Józó, pleszkováci paraszt
- Jaksics Mirko, pleszkováci paraszt
- Sándorovics Cyrill, pleszkováci esperes
- Kacsuka Imre, komáromi főhadnagy, kapitány, majd őrnagy, Timéa férje
- Brazovics Athanáz, komáromi nagykereskedő
- Zófia, Brazovics úr felesége
- Brazovics Athalie, Brazovics úr lánya
- Timár Adeodat (Dódi), Timár és Noémi első gyermeke
- Timár Deodát (Dódi), Timár és Noémi második gyermeke
- Galambos úr, balatoni halászmester
- Timár Noémi, Timár és Noémi dédunokája

A regény fontosabb szereplői a következők:
- Timár Mihály, a Szent Borbála hajóbiztosa, később földbirtokos nemes, kereskedő; az arany ember

- Ali Csorbadzsi, Timéa apja, a török szultán főembere
- Trikalisz Euthym, Ali Csorbadzsi álneve, titokzatos görög kereskedő
- Athalie, Brazovics úr lánya, ármánykodó, intrikus nőalak
- Brazovics Athanáz, Athalie apja, gátlástalan komáromi üzletember
- Zófia asszony, Brazovics úr felesége, szobalányból lett úrnő
- Kacsuka Imre, Athalie vőlegénye, Tímea férje, katonatiszt, kapitány majd őrnagy
- Noémi, Teréza mama lánya, romantikus, szerető nőalak
- Teréza mama, Noémi anyja, a romantikus sziget úrnője
- Bellováry, Noémi apja, Brazovics úr öngyilkossá lett adósa
- Dódi, Tímár és Noémi kisfia, a titkos levélíró
- Krisztyán Maxim, Krisztyán Tódor apja, nagyvonalú pancsovai kereskedő
- Krisztyán Tódor, Noémi „jegyese”, csavargó, léha, semmirekellő gazember
- Fabula János, a Szent Borbála kormányosa, később komáromi sáfár

## Keletkezése

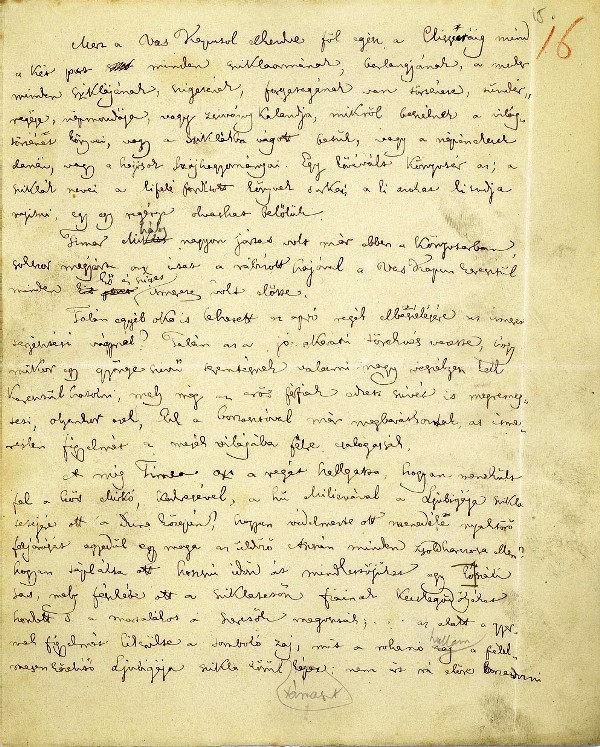
A mű fóliójának egy lapja A Szent Borbála és utasai című fejezetből

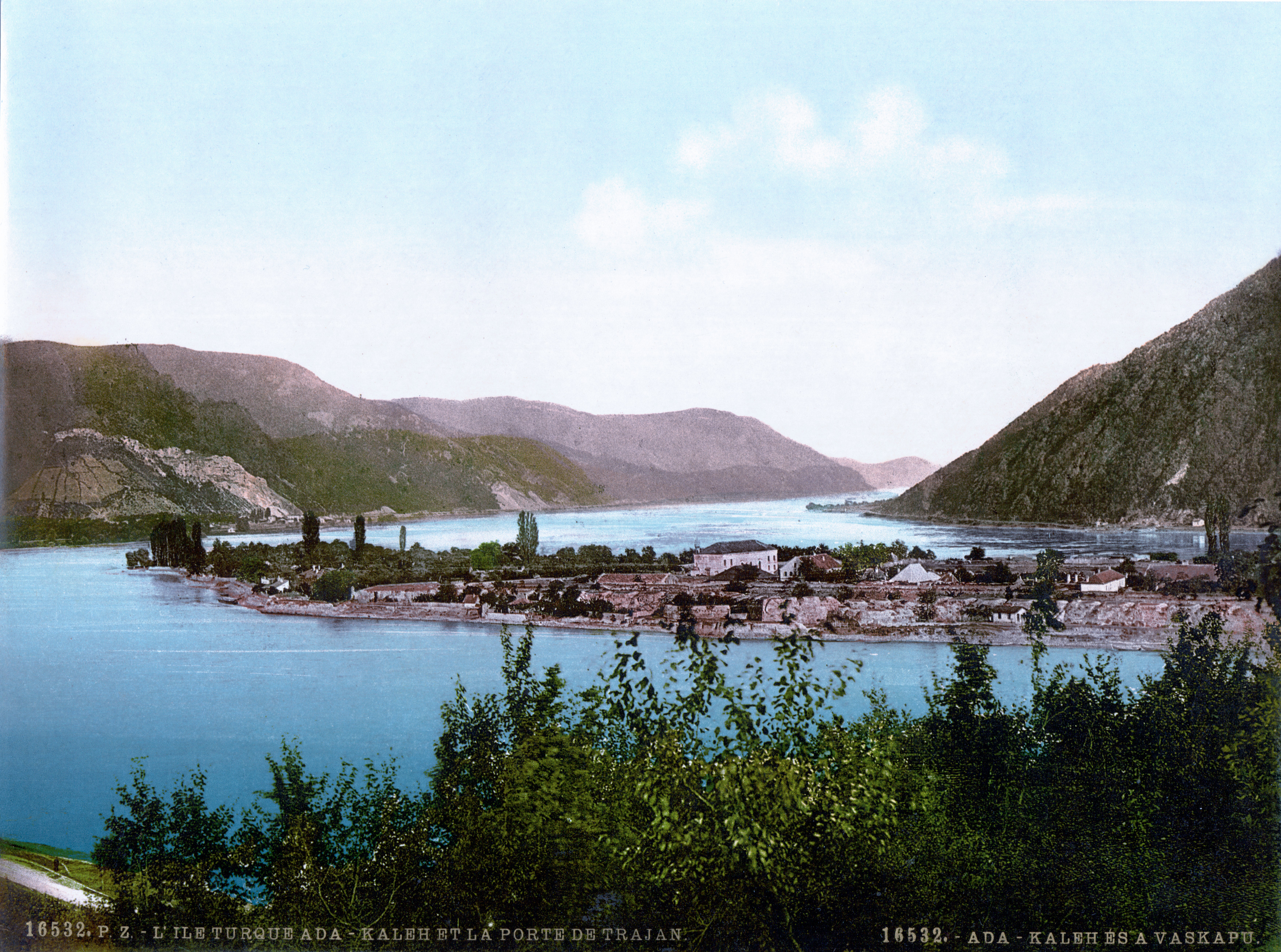
Ada Kaleh szigete

Jókai Mór kézzel írott noteszei közül a X. és XXV. számú a regény keletkezési folyamatának több mozzanatát is megörökítette. Innen tudjuk, hogy Az arany ember történetén 1870 és 1872 között dolgozott. Eötvös Károly és Mikszáth Kálmán beszámolói alapján a regény Balatonfüreden született, néhány hónap leforgása alatt, Mikszáth szerint mindössze nyolc hét alatt. Azért sietett, mert váltóadósságait kellett rendeznie. A regényt először A Hon közölte le. Jókainak a regény német nyelvű fordítására már 1871 végén szerződése volt:
[…] Ez legjobban fog tetszeni a német közönségnek a többi regényem között, mert csupa regényesség lesz, minden politika nélkül. Itt Pesten a Pester Lloyd közli németül, és az nekem ád a fordítási jogért 400 forintot.
Jókai saját elmondása szerint a regény alapötlete az író anyai nagyanyjának nővérétől, özv. Szücs Lajosnétől származott, aki egy nagy vagyonú családból származott és az 1870-es években aktív résztvevője volt a budapesti elit társasági életnek. „S aztán odaültetett maga mellé, s azalatt, amíg a hullám dobálta a hajót, hogy annak az egyik lapátkereke folyvást a levegőben kalimpált, elregélte nekem azt a történetet, ami az „Arany ember” regényemnek a végét képezi, […]”
Ugyancsak a szerző közlése alapján tudjuk, hogy Frivaldszky Imre természettudós hívta fel a figyelmét egy olyan dunai szigetre, amely tudomása szerint az 1860-as években hivatalosan nem tartozott se Magyarországhoz, se Törökországhoz. Ez a sziget a Vaskapu-szoros közelében elhelyezkedő Ada Kaleh volt, melyet a korabeli térképek Új-Orsova néven tüntettek fel. Minden bizonnyal innen származik a regény egyik fő helyszínének, a Senki szigetének a modellje.

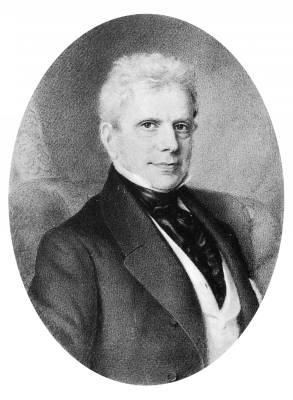
Sina György arcképe

A realisztikus jellemábrázolás és a regény pesszimista volta valószínűleg Jókai politikai, közéleti kiábrándultságához vezethető vissza. Noémi alakját feltehetően gyámleánya, Lukanics Ottilia ihlette, akihez a mű keletkezésének idején több életrajzíró – köztük Bródy Sándor és Mikszáth – állítása szerint is szerelmi fonalak fűzték az írót. Ali Csorbadzsi szökésének története elképzelhető, hogy a kor nagy befolyással bíró, macedón-görög származású Sina György bankár életén alapszik, akinek egyes források szerint a kiadatását követelte a török porta a Habsburgoktól. Bár a történet hitelessége kétségbe vonható, nem kizárt, hogy ezt a legendát dolgozta fel Jókai.
A Jókai-kutatók körében igen elterjedt az az elmélet, miszerint Timár Mihály alakját egy híres és nagyon gazdag szerb gabonakereskedőről és komáromi táblabíróról, Domonkos Jánosról (1768–1833) mintázta Jókai. Eötvös Károly Jókay-nemzetség című művében külön fejezetben tárgyalja Jókai modelljét: „Az arany ember neve nem Timár Mihály volt, hanem Domonkos János. Gabonakereskedő, hajótulajdonos, háza és kertje s nagy gabonaraktára Komáromban. Vagyonát milliókra becsülték. […]” Leírása alapján valószínű, hogy csak egyes vonásokat – leginkább a sikeres üzletember vonásait – kölcsönzött tőle az író.
László László kutatásai szerint Timár személyét László Ferenc (1769–1840) komáromi születésű hajózási vállalkozóról mintázta az író, aki az egész ország területére, még a szomszédos államokra is kiterjedő hajózási vállalatokkal rendelkezett: „László Ferenc hajói főleg a Tiszán és a Dunán közlekedtek. […] Nagy vállalkozásaiban hű társa nemes Domonkos János volt, 1834-ben bekövetkezett haláláig. Utazásaikról egymásnak írott leveleik az akkori közállapotokra is jellemző sok érdekes adatot őriztek meg. […] Általában szerencsés kezűnek tartották, de ezután a vállalkozás után szállóigévé vált, hogy minden arannyá válik a kezében… […]” Bőkezű jótékonykodóként volt közismert, V. Ferdinánd magyar királytól még nemeslevelet is kapott. Azonban az a változat is lehetséges, hogy Jókai mind Domonkos János, mind László Ferenc vonásaiból merített Timár jellemének kialakításához.
A regény helyszíne az író szülővárosa, a regény cselekményének időpontjában fénykorát élő Komárom, amely helyszínként szolgál a szerző számos más művében is (itt játszódik le Az elátkozott család, a Politikai divatok, A tengerszemű hölgy és A mi lengyelünk cselekményének nagy része is). Egyes török vonatkozású események és a muszlim szokások leírásához (az 1820-as évek második felében bekövetkezett török forrongások és – Timéa áttérése kapcsán – a muszlim vallási szokások felsorolása) Jókai Baptistin Poujoulat francia történész Geschichte des Osmanischen Reichs című munkáját, valamint Decsy Sámuel Osmanografia című művét használta fel, amelyeket már több korábbi, az 1850-es években keletkezett regényéhez is használt forrásmunkaként.

## Népszerűsége
Nem kétséges, hogy máig Az arany ember Jókai Mór legnagyobb olvasóközönséggel rendelkező alkotása, igen nagy népszerűségnek örvendett keletkezésekor és később is. Már maga a szerző is megemlíti a regény Nemzeti Kiadás-beli 1896-os kiadásának utószavában, hogy „ez van legjobban elterjedve” az olvasók körében.
Az arany ember első kiadásainak példányszámára vonatkozóan nem maradtak fenn adatok. A későbbi évtizedek során kötelezően feltüntetett példányszám-megjelölés azonban már segít meghatározni az alkotás népszerűségi adatait. Az 1954 és 1962 közötti időszakban például már közel 300 000 példányban jelent meg a kötet különböző kiadásokban.
A Magyar Televízió 2005-ös A Nagy Könyv című országos közönségszavazása alapján az alkotás az ötödik legnépszerűbb magyarul kiadott regénynek bizonyult, a magyar regények körében pedig a negyedik helyezést érte el.

## Fogadtatása
A regény megjelenésének idején nem váltott ki szélesebb körű kritikai visszhangot a sajtóban, hasonlóan a szerző több más alkotásához. A Fővárosi Lapok a következőket írta a könyv megjelenésével kapcsolatban: „Jókai Mór új regényét, Az arany embert, mely e kitűnő költő legsikerültebb, legpoetikusabb művei közé tartozik, fölösleges volna hosszabban ajánlgatni annak a közönségnek, mely őt annyira szereti, s elég annyit mondani róla, hogy öt kötetben jelent meg s ára öt forint.”
A korabeli sajtó körében mindössze három terjedelmesebb kritika található a regényről. Az Athenaeum 1873. január 23-án valószínűleg a főszerkesztő, Beöthy Zsolt tollából származó névtelen bírálatot közölt. Az Ungarischer Lloyd című budapesti német nyelvű újságban Dux Adolf írt kritikát a műről, amelyet a lap 1872. január 25-i számában közölt le. A marosvásárhelyi székhelyű Erdély című folyóiratban Szőcs Farkas jelentetett meg kritikát a regényről 1873. február 6-án.
Eötvös Károly A Jókay-nemzetség című 1906-os művében így fogalmazott: „Az arany ember meséjét egy millió ember ismeri, talán sokkal több is. Részint a regényből, részint a színpadról… A regény harmincöt év alatt sok és sokféle kiadásban jutott el a közönséghez. Lefordították sok nyelvre… Írógyári utánzat, firkált regény és beszély száz meg száz készült alakjaiból, jeleneteiből. Úgy loptak belőle idegen nyelvű írók, kivált amerikaiak, mint egykor Kalifornia gazdátlan aranyából.”
Krúdy Gyula Búcsú Senki-szigetétől című 1906-os cikkében hitelesen és találóan mutatja be Az arany ember rendkívüli népszerűségének hangulati hátterét: „Ismerik önök az Aranyember bűbájos, elandalító és szívcsónakáztató históriáját? A Timár Mihály nevű komáromi hajósgazdát, aki a Vaskapu környékén, az úgynevezett Senki-szigetén találja fel boldogságát egy öreg asszonyság és egy fiatal hölgy társaságában, azt a boldogságot, amelyet valamennyi aranyán és hajóján nem tudott megvásárolni Komáromban? […] A legideálisabb házasságtörő regény az Aranyember.”

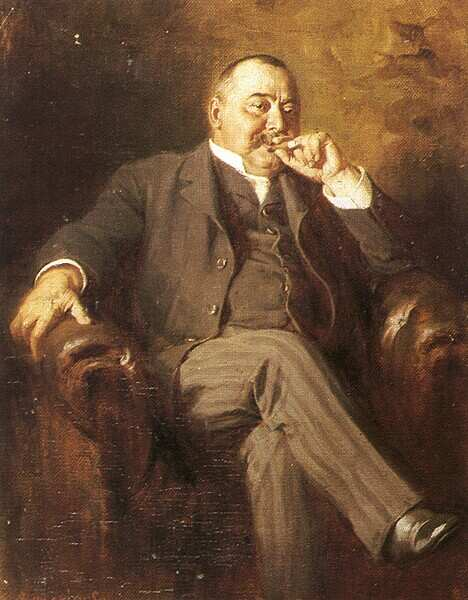
Mikszáth Kálmán, Jókai egyik legfontosabb kritikusa

Mikszáth Kálmán Jókai Mór élete és kora című 1907-es életrajzi munkájában a következőket írta a regényről: „A következő évben »Az arany ember«, a legpoétikusabb regénye születik. Oly szép, mint egy hajnali álom. Valahányszor Komáromba megy témáért, mindig aranyat hoz. Komárom az ő Clondyke-ja. »Az arany ember«-t Balatonfüreden írta, mégpedig összesen csak nyolc hétig. […] Érintettük már, hogy »Az arany ember« külső története egy Komáromban élt kalandos ember életfolyamatából van megszőve a komáromi hagyományok szerint, de biztosan merjük állítani, hogy a bűbájos Noemi és a Timár Mihály belső világa a Senki szigetén másünnen fakad. Ez talán az egyetlen regénye, mely közvetlen a Jókai élő érzéseiből táplálkozik és nem pusztán a fantáziájából.”
Császár Elemér 1922-ben kiadott A magyar regény története című könyvében a művet mint Jókai „egyik legkedvesebb regényét” említi meg, és a következőket írja róla: „Bizonyos, hogy van a regényben valami sajátos báj: a valóságnak és a képzeletnek, a reálisnak és a fantasztikusnak, az idillinek és a szörnyűnek összeszövődése egy merészségében is logikus mesévé, a gyermekkori élmények frissesége, az exotikumok izgató hatása, a Senki szigetének buja fantáziával festett csodálatosan igéző képe, a főhős regényes életsorsa és lelkének megrázó vívódásai – mindez művészi szemmel nézve is érték.”
Benedek Marcell A magyar irodalom története című 1938-as könyvében azt írja a műről, hogy talán még Az új földesúrnál is nagyobb népszerűséggel rendelkezik Jókai egyéni lírája kivetítésének, valamint a kettős szerelmi történetnek köszönhetően.
A mű külföldi fogadtatásáról kevés adat maradt fenn, azonban létezik néhány utalás a mű idegen nyelvi változatainak népszerűségéről is. Egy cseh költő, Petr Bezruč, a Sziléziai dalok alkotója a következőket írta Szalatnai Rezsőhöz intézett 1938-as levelében, válaszként Szalatnai kérdésére, mely Bezruč magyar olvasmányaival kapcsolatos: „Nagyon megtetszett nekem a magyar írók humora is. Megvan például könyvtáramban Jókai Aranyembere s ezt a könyvet én minden évben kétszer olvasom el.”

## Kiadásai, feldolgozásai

Noémi és Tímár Mihály (Pécsi Ildikó és Csorba András) az 1962-es filmben

A regényt először a Jókai által alapított A Hon című napilap közölte le folytatásokban 1872. január 1. és szeptember 22. között összesen 121 részben. A mű még ugyanebben az évben megjelent az Athenaeum gondozásában öt kötetben.
1894 körül Bródy Sándor megjelentette a mű ifjúsági átdolgozását, melynek címe A rózsák szigete lett. Bródy a Senki szigete lakóinak életét emeli ki a regényből, és teljes mértékben mellőzi a szerelmi motívumokat. A mű összesen két kiadást ért meg, és német nyelvre is lefordították.
Cs. Horváth Tibor és Korcsmáros Pál képregényváltozatba is átdolgozta a művet, ez a kiadás a Füles magazin képregényrovatában jelent meg 18 folytatásban 1962. február és június 3. között (5–22. szám).
Elterjedtségének köszönhetően számos nyelvre fordították le. A Jókai által írt utóhangban már ő is tud két angol kiadásról. A Ferenczi Zoltán, Demeter Tibor, Radó György és Jan Słaski által szerkesztett összeállítások alapján a mű a következő nyelveken jelent meg legalább egy kiadásban: német, dán, cseh, lengyel, svéd, holland, francia, olasz, orosz, angol, rutén, örmény, észt, szerb, lett, román, spanyol, török, bolgár, szlovák és szlovén.
A regény legelső drámai változatát maga Jókai alkotta meg azonos címmel 1884-ben. Ezután mások is megírták színpadi változatát, ezek mindegyike a regényen alapul kisebb-nagyobb mértékben.
A műnek számos feldolgozása született, összesen négyszer filmesítették meg. Első alkalommal Korda Sándor rendezésében vitték filmre Az aranyember címmel, a némafilm 1918-ban jelent meg. A második feldolgozás, amelyet Gaál Béla rendezésében mutattak be 1936-ban, ugyancsak Az aranyember címet viselte. A regényre alapuló harmadik film, Az aranyember Gertler Viktor rendezése alatt készült 1962-ben. Ezt követteGárdos Péter 2005-ös tévéfilmje, Az aranyember. Az alkotás legutóbbi filmes feldolgozása a 2025-ben bemutatott Szemelvények Jókai Mór nagyregényeiből című tévéfilm volt.

## Hatása
Jókai nagy sikerű műve több költőt is megihletett versének írása közben. Zempléni Árpád az Új versek kötetben megjelent A senki szigete című költeményét a szerző Jókai Mórnak ajánlással jelentette meg. A műben jól tükröződik a Senki szigete ábrándvilágának hatása: „[…]Noémi! élni fogsz örökké, / Nemes például emleget / Mindaz, ki a magányba fut, mert / Boldogtalannak született.” Egy másik költő, Szőke Jenő 1921-ben írt verséhez a szerelmi bolondság állapotának kifejezésére több motívumot is kölcsönzött a regényből: „…E kert nekünk a rózsák szigete: / Te vagy Noémi, s én vagyok Timár. […] S egy édes csók az ajtón a lakat, / S a börtönrács Noémim szöghaja… / Bár sohse lennék én innen szabad.” Havas István az író születésének 100. évfordulójára írt Jókai című 1925-ös alkalmi ódájában több helyen is utal a regényre: „Hisz lényük annyi szint, fényt ránk ragyog! / Nem talpig férfi-e az Aranyember, / S a kis Noémi nem maga a báj?…”
A regény egyes mozzanatai nyomot hagytak a magyar írók képzeletében is. Babits Mihály a Halálfiai című regényének egyik jelenetében az Arany ember gondolatkörére, Timár sorsára és lelki dilemmájára épít. Az első könyv tizedik fejezetében Sátordy Mihály és Hintáss Gyula erkölcsi kérdésekről való vitatkozásáról van szó. A szigorúan moralista Sátordy szerint semmilyen cél érdekében nem szabad ölni, legfeljebb – végső szükség esetén – önvédelemből. Hintáss erre válaszként így replikázik:

„Tán nem lehet nagyobb kincsed az életnél? S tegyük föl, hogy ez forog veszélyben: valami, amiért az életedet százszor is odaadnád! Vagy a szerelmed! – S vörös hold kelt föl, egy romantikus szó, s Jókai országa egészen közel jött, szerelemmel, ragyogó és ördögi hősökkel.”

– Babits Mihály: Halálfiai. Budapest: 1959. 1. k. 23.

A regény hatása még az életnek egy olyan területét sem hagyta érintetlenül, mint amilyen a névadás. Pontosan erre mutat rá Mikesy Sándor nyelvész Írói névadás – irodalmi névadás című 1959-es cikkében. Írásában a mű népszerűségére alapoz azzal a saját maga által vizsgált körülménnyel kapcsolatban, miszerint a Timár vezetéknevű férfiak között viszonylag gyakran fordul elő a Mihály keresztnév. A Jókai által görög elemekből alkotott Tímea keresztnév ebben a regényben tűnik fel először Timéa alakban. A név később a leggyakoribb női nevek közé lépett elő, a 2000-es években a 32-52. leggyakoribb női név volt az akkor születettek körében.